# 컴퓨터 보조 공동 작업
컴퓨터 보조 공동 작업(Computer-Supported Cooperative Work, CSCW)은 1984년 사람들의 작업을 보조하기 위한 기술에 관심있는 개인들이 모인 워크샵에 참석했던 아이린 그레이프 와 폴 M. 캐시만에 의해 최초로 주창되었다. 비슷한 시기인 1987년에 찰스 핀들리 박사는 공동 학습 작업 (Collaborative Learning-Work)의 개념을 제시한 바 있다. Carstensen 과 Schmidt에 따르면, CSCW는 "컴퓨터 시스템이 협력적 활동들 및 그 조율 방식들을 지원하는 방법" 일체를 일컫는다. 많은 저자들은 CSCW와 그룹웨어가 동의어라고 생각한다. 다른 한편으로는 그룹웨어는 실제 컴퓨터 기반 시스템을 지칭하지만 CSCW는 해당 도구들과 그룹웨어 기술 그 자체 뿐만 아니라 그것들의 심리적, 사회적, 조직적 영향을 연구하는 데에 초점을 맞춘다고 주장을 하는 저자들도 있다.

## 같이 보기
- 협업 소프트웨어
- 일반인 기반 공동 생산방식
- 인간-컴퓨터 상호 작용
- 지식 경영
- 참여적 디자인
- 리모트 워크
- 소셜 컴퓨팅
- 동등 계층 생산방식
- 사회학
- 유비쿼터스 컴퓨팅